# Euplexaura purpureoviolacea
Euplexaura purpureoviolacea är en korallart som beskrevs av Stiasny 1936. Euplexaura purpureoviolacea ingår i släktet Euplexaura och familjen Plexauridae. Inga underarter finns listade i Catalogue of Life.